# Saint-Palais-sur-Mer
Saint-Palais-sur-Mer és un municipi francès situat al departament del Charente Marítim i a la regió de la Nova Aquitània. L'any 2007 tenia 3.830 habitants.

## Demografia

### Població
El 2007 la població de fet de Saint-Palais-sur-Mer era de 3.830 persones. Hi havia 1.764 famílies de les quals 520 eren unipersonals (177 homes vivint sols i 343 dones vivint soles), 776 parelles sense fills, 354 parelles amb fills i 114 famílies monoparentals amb fills.
La població ha evolucionat segons el següent gràfic:
Habitants censats

### Habitatges
El 2007 hi havia 5.960 habitatges, 1.808 eren l'habitatge principal de la família, 4.038 eren segones residències i 114 estaven desocupats. 4.472 eren cases i 1.452 eren apartaments. Dels 1.808 habitatges principals, 1.404 estaven ocupats pels seus propietaris, 341 estaven llogats i ocupats pels llogaters i 63 estaven cedits a títol gratuït; 28 tenien una cambra, 122 en tenien dues, 301 en tenien tres, 566 en tenien quatre i 791 en tenien cinc o més. 1.557 habitatges disposaven pel capbaix d'una plaça de pàrquing. A 961 habitatges hi havia un automòbil i a 708 n'hi havia dos o més.

### Piràmide de població
La piràmide de població per edats i sexe el 2009 era:
| Homes | Edats   | Dones |
| ----- | ------- | ----- |
| 0     | 95 o +  | 0     |
| 4     | 90 a 94 | 36    |
| 20    | 85 a 89 | 64    |
| 28    | 80 a 84 | 16    |
| 104   | 75 a 79 | 144   |
| 128   | 70 a 74 | 156   |
| 140   | 65 a 69 | 136   |
| 136   | 60 a 64 | 152   |
| 72    | 55 a 59 | 132   |
| 144   | 50 a 54 | 128   |
| 96    | 45 a 49 | 156   |
| 104   | 40 a 44 | 80    |
| 60    | 35 a 39 | 84    |
| 92    | 30 a 34 | 108   |
| 96    | 25 a 29 | 72    |
| 68    | 20 a 24 | 56    |
| 104   | 15 a 19 | 64    |
| 60    | 10 a 14 | 56    |
| 56    | 5 a 9   | 84    |
| 68    | 0 a 4   | 56    |

## Economia
El 2007 la població en edat de treballar era de 2.140 persones, 1.342 eren actives i 798 eren inactives. De les 1.342 persones actives 1.176 estaven ocupades (602 homes i 574 dones) i 167 estaven aturades (75 homes i 92 dones). De les 798 persones inactives 460 estaven jubilades, 132 estaven estudiant i 206 estaven classificades com a «altres inactius».

### Ingressos
El 2009 a Saint-Palais-sur-Mer hi havia 1.980 unitats fiscals que integraven 4.122 persones, la mediana anual d'ingressos fiscals per persona era de 21.104 €.

### Activitats econòmiques
Dels 357 establiments que hi havia el 2007, 1 era d'una empresa extractiva, 10 d'empreses alimentàries, 1 d'una empresa de fabricació d'altres productes industrials, 55 d'empreses de construcció, 96 d'empreses de comerç i reparació d'automòbils, 7 d'empreses de transport, 69 d'empreses d'hostatgeria i restauració, 2 d'empreses d'informació i comunicació, 12 d'empreses financeres, 33 d'empreses immobiliàries, 25 d'empreses de serveis, 28 d'entitats de l'administració pública i 18 d'empreses classificades com a «altres activitats de serveis».
Dels 111 establiments de servei als particulars que hi havia el 2009, 2 eren oficines de correu, 4 oficines bancàries, 3 tallers de reparació d'automòbils i de material agrícola, 3 paletes, 17 guixaires pintors, 6 fusteries, 14 lampisteries, 3 electricistes, 2 empreses de construcció, 4 perruqueries, 40 restaurants, 10 agències immobiliàries, 1 tintoreria i 2 salons de bellesa.
Dels 54 establiments comercials que hi havia el 2009, 1 era un supermercat, 1 una botiga de més de 120 m², 4 botiges de menys de 120 m², 7 fleques, 5 carnisseries, 5 peixateries, 4 llibreries, 12 botigues de roba, 5 botigues d'equipament de la llar, 1 una sabateria, 5 botigues de material esportiu, 2 drogueries i 2 floristeries.
L'any 2000 a Saint-Palais-sur-Mer hi havia 3 explotacions agrícoles.

## Equipaments sanitaris i escolars
El 2009 hi havia 1 farmàcia i 1 ambulància.
El 2009 hi havia 1 escola maternal i 1 escola elemental.

## Poblacions properes
El següent diagrama mostra les poblacions més properes.